# Касерес (Іспанія)
Ка́серес (ісп. Cáceres) — місто на півдні Іспанії, адміністративний центр провінції Касерес. Станом на 2009 рік його населення становило 91 тис. мешканців. Муніципалітет Касерес займає площу 1750,3 км² і є найбільшим за площею в Іспанії. Місто було засноване за римських часів у 25 році до н. е.
У старому місті (Сьюдад-Монументаль) ще зберігаються стародавні захисні стіни, серед яких тридцять маврських веж, включаючи найвідомішу Торре-дель-Бухако. Ці споруди також відомі численними лелековими гніздами. Практично всі будівлі у старому місті збереглися з часів Середніх віків або навіть античної доби, тому тут часто знімають історичні фільми. Завдяки добре збереженим зразкам античної, маврської, готичної та італійської архітектури, з 1986 року стара частина міста занесена до списку Світової спадщини.
У місті також розташовані Університет Естремадури і дві астрономічні обсерваторії.

## Етимологія
Етимологію міста є невизначеним. «Касерес» міг вивести з римського міста Norba Caesarina або римського табору Castra Caecilia, розташовані на місці нинішнього міста.

## Клімат
| Клімат Caceres 394m (1982-2010)            | Клімат Caceres 394m (1982-2010) | Клімат Caceres 394m (1982-2010) | Клімат Caceres 394m (1982-2010) | Клімат Caceres 394m (1982-2010) | Клімат Caceres 394m (1982-2010) | Клімат Caceres 394m (1982-2010) | Клімат Caceres 394m (1982-2010) | Клімат Caceres 394m (1982-2010) | Клімат Caceres 394m (1982-2010) | Клімат Caceres 394m (1982-2010) | Клімат Caceres 394m (1982-2010) | Клімат Caceres 394m (1982-2010) | Клімат Caceres 394m (1982-2010) |
| Показник                                   | Січ.                            | Лют.                            | Бер.                            | Квіт.                           | Трав.                           | Черв.                           | Лип.                            | Серп.                           | Вер.                            | Жовт.                           | Лист.                           | Груд.                           | Рік                             |
| Середній максимум, °C                      | 12,0                            | 14,0                            | 17,7                            | 19,3                            | 23,7                            | 29,9                            | 33,7                            | 33,2                            | 28,8                            | 22,0                            | 15,9                            | 12,5                            | 21,9                            |
| Середня температура, °C                    | 7,8                             | 9,3                             | 12,2                            | 13,8                            | 17,6                            | 22,9                            | 26,2                            | 26,0                            | 22,4                            | 17,0                            | 11,7                            | 8,7                             | 16,3                            |
| Середній мінімум, °C                       | 3,7                             | 4,7                             | 6,7                             | 8,3                             | 11,5                            | 16,0                            | 18,8                            | 18,7                            | 16,0                            | 11,9                            | 7,5                             | 4,9                             | 10,7                            |
| Середня кількість сонячних годин на місяць | 156                             | 175                             | 232                             | 247                             | 297                             | 336                             | 379                             | 348                             | 261                             | 205                             | 158                             | 129                             | 2922                            |
| Норма опадів, мм                           | 54                              | 48                              | 36                              | 52                              | 50                              | 20                              | 6                               | 7                               | 30                              | 77                              | 89                              | 77                              | 551                             |
| Днів з опадами                             | 7                               | 7                               | 5                               | 7                               | 7                               | 3                               | 1                               | 1                               | 4                               | 8                               | 8                               | 8                               | 64                              |
| ------------------------------------------ | ------------------------------- | ------------------------------- | ------------------------------- | ------------------------------- | ------------------------------- | ------------------------------- | ------------------------------- | ------------------------------- | ------------------------------- | ------------------------------- | ------------------------------- | ------------------------------- | ------------------------------- |
| Джерело: Agencia Estatal de Meteorología   |                                 |                                 |                                 |                                 |                                 |                                 |                                 |                                 |                                 |                                 |                                 |                                 |                                 |

## Демографія
Динаміка населення (INE ):
На території муніципалітету розташовані такі населені пункти: Касерес, Станція Арройо-Мальпартіда, Рінкон-де-Бажестерос, та Валдесалор.
| Особи/Рік                  | 2002   | 2005   | 2008   | 2011   | 2014   |
| -------------------------- | ------ | ------ | ------ | ------ | ------ |
| Касерес (місто)            | 83 581 | 88 103 | 91 264 | 94 069 | 94 880 |
| Касерес (diseminados)      | 90     | 135    | 145    | 201    | 215    |
| Станція Арройо-Мальпартіда | 37     | 58     | 44     | 43     | 48     |
| Рінкон-де-Бажестерос       | 164    | 158    | 137    | 132    | 133    |
| Валдесалор                 | 567    | 575    | 597    | 581    | 579    |
| Муніципалітет              | 84 439 | 89 029 | 92 187 | 95 026 | 95 855 |

## Релігія
- Центр Корійсько-Касереської діоцезії Католицької церкви.

## Спорт
Касерес Клуб Балонсесто була баскетбольний клуб з міста Касерес. У період з 1992 по 2003 рік Касерес Клуб Балонсесто грав в АБК Лігі. Касерес Клуб Балонсесто також грав в Кубку Корача і Кубка володарів.

## Міста-побратими
| Місто                                                  | Країна                   | Дата угоди |
| ------------------------------------------------------ | ------------------------ | ---------- |
| Сантьяго-де-Компостела                                 | Іспанія                  | 1974       |
| Ла-Рош-сюр-Іон                                         | Франція                  | 1982       |
| Асоціація Triurbir Пласенсія Каштелу-Бранку Порталегре | Іспанія Португалія       | 1997       |
| Норма                                                  | Італія                   | 2008       |
| П'яно-ді-Сорренто                                      | Італія                   | 2008       |
| Нетанья                                                | Ізраїль                  | 2010       |
| Санто-Домінго                                          | Домініканська Республіка | 2010       |
| Кільйота                                               | Чилі                     | 2011       |
| Блуа                                                   | Франція                  | Майбутнє   |
| Газа                                                   | Палестина                | Майбутнє   |